# Hoplolabis serenicola
Hoplolabis serenicola là một loài ruồi trong họ Limoniidae. Chúng phân bố ở miền Cổ bắc.